# San Giorio di Susa
San Giorio di Susa – miejscowość i gmina we Włoszech, w regionie Piemont, w prowincji Turyn.
Według danych na rok 2004 gminę zamieszkiwało 949 osób, 49,9 os./km².